# Mónica Bengoa
Mónica Elisabeth Bengoa Wünkhaus (Santiago de Chile, 1969) es una artista visual y catedrática chilena que ha incursionado en el arte contemporáneo donde predominan algunas obras de gran escala.
Estudió licenciatura en arte en la Pontificia Universidad Católica de Chile. Su trabajo se ha focalizado en «la fotografía y el traslado de imágenes a soportes no tradicionales dentro de instalaciones de carga metafórica. Trabaja con la idea del retrato elaborando una propuesta visual sobre la intimidad o la distancia frente al desnudo en contraste con la cotidianeidad de los rostros retratados»; al respecto, ha señalado que basa su obra en «la traducción fotográfica», mientras que ha incursionado en varios formatos y materiales, donde predomina el uso del fieltro.
El año 2005 recibió una nominación al Premio Altazor de las Artes Nacionales en la categoría instalación y videoarte por Enero, 7:25.
Ha participado en varias exposiciones individuales y colectivas durante su carrera, entre ellas la LII Bienal de Venecia (2007), las muestras Déficit Club en la Real Academia de Bellas Artes de La Haya (1994), Alternating Currents, Firstsite en el Minones Art Gallery de Essex (2003), Transmobile y Transformers en el Centro Cultural Matucana 100 (ambas en 2005), Del otro lado, Arte Contemporáneo de Mujeres en Chile en el Centro Cultural Palacio de La Moneda (2006), I Bienal de Artes Visuales del Mercosur en Porto Alegre (1997), Urgent Mail Show y Proyecto de Borde en el Museo de Arte Contemporáneo de Santiago (1993 y 1999 respectivamente), Colectiva Fotográfica y Chile Cien Años Artes Visuales: Tercer Período (1973-2000) Transferencia y Densidad en el Museo Nacional de Bellas Artes de Chile (1998 y 2000 respectivamente), Poetics of the Hand Made en The Museum of Contemporary Art de Los Ángeles (2007) y Einige Beobachtungen über Insekten und Wildblumen o algunas consideraciones sobre los insectos y las flores silvestres en el Museo de Artes Visuales de Santiago (2012), entre otras exposiciones en Chile, América Latina, Europa y Australia.